# Adam Cwalina
Adam Cwalina (* 26. Januar 1985 in Częstochowa) ist ein polnischer Badmintonspieler.

## Karriere
Adam Cwalina gewann nach drei Juniorentiteln in Polen 2004 seine erste Medaille bei den Erwachsenen. 2006 siegte er bei den Lithuanian International und den Estonian International. 2007 war er bei den Welsh International erfolgreich, 2009 bei den Hungarian International. 2011 wurde er erstmals polnischer Meister.

## Sportliche Erfolge
| Saison    | Veranstaltung                          | Disziplin    | Platz | Name                                                                       |
| --------- | -------------------------------------- | ------------ | ----- | -------------------------------------------------------------------------- |
| 2003      | Polnische Meisterschaften der Junioren | Herrendoppel | 1     | Adam Cwalina / Rafał Hawel                                                 |
| 2004      | Polnische Meisterschaften der Junioren | Mixed        | 1     | Adam Cwalina / Ewa Jarocka                                                 |
| 2004      | Polnische Meisterschaften der Junioren | Herreneinzel | 1     | Adam Cwalina                                                               |
| 2004      | Polnische Einzelmeisterschaften        | Herrendoppel | 3     | Adam Cwalina / Rafał Hawel (Kolejarz Częstochowa / Technik Głubczyce)      |
| 2006      | Lithuanian International               | Mixed        | 1     | Adam Cwalina / Małgorzata Kurdelska                                        |
| 2006      | Lithuanian International               | Herrendoppel | 1     | Adam Cwalina / Wojciech Szkudlarczyk                                       |
| 2006/2007 | Estonian International                 | Mixed        | 1     | Adam Cwalina / Małgorzata Kurdelska                                        |
| 2007      | Welsh International                    | Herrendoppel | 1     | Wojciech Szkudlarczyk / Adam Cwalina                                       |
| 2007      | Welsh International                    | Mixed        | 1     | Adam Cwalina / Małgorzata Kurdelska                                        |
| 2007      | Polnische Einzelmeisterschaften        | Herreneinzel | 3     | Adam Cwalina (Skb Suwałki)                                                 |
| 2007      | Polnische Einzelmeisterschaften        | Herrendoppel | 3     | Adam Cwalina / Wojciech Szkudlarczyk (Skb Suwałki / Lks Technik Głubczyce) |
| 2008      | Polnische Einzelmeisterschaften        | Herrendoppel | 2     | Adam Cwalina / Wojciech Szkudlarczyk (Skb Suwałki / Lks Technik Głubczyce) |
| 2008      | Polnische Einzelmeisterschaften        | Mixed        | 3     | Adam Cwalina / Małgorzata Kurdelska (Skb Suwałki / Azsuw Warszawa)         |
| 2009      | Hungarian International                | Herrendoppel | 1     | Adam Cwalina / Wojciech Szkudlarczyk                                       |
| 2011      | Czech International                    | Herrendoppel | 1     | Adam Cwalina / Michał Łogosz                                               |
| 2011      | Polnische Einzelmeisterschaften        | Herrendoppel | 1     | Adam Cwalina / Michał Łogosz                                               |
| 2011      | Strasbourg Masters                     | Herrendoppel | 1     | Adam Cwalina / Michał Łogosz                                               |
| 2012      | Swiss International                    | Herrendoppel | 1     | Adam Cwalina / Przemysław Wacha                                            |
| 2013      | Polish Open                            | Herrendoppel | 1     | Adam Cwalina / Przemysław Wacha                                            |
| 2013      | Czech International                    | Herrendoppel | 1     | Adam Cwalina / Przemysław Wacha                                            |
| 2014      | Czech International                    | Herrendoppel | 1     | Adam Cwalina / Przemysław Wacha                                            |